# Associazione Sportiva Jesi Calcio 1988-1989
Questa pagina raccoglie le informazioni riguardanti l'Associazione Sportiva Jesi Calcio nelle competizioni ufficiali della stagione 1988-1989.

## Rosa
| N. |                   | Ruolo | Calciatore         |
| -- | ----------------- | ----- | ------------------ |
|    | Italia (bandiera) | D     | Felice Centofanti  |
|    | Italia (bandiera) | P     | Marco Cerioni      |
|    | Italia (bandiera) | C     | Cristiano Cortesi  |
|    | Italia (bandiera) | C     | Edmondo De Amicis  |
|    | Italia (bandiera) | C     | Andrea Del Bino    |
|    | Italia (bandiera) | D     | Fabio Favi         |
|    | Italia (bandiera) | C     | Maurizio Fazi      |
|    | Italia (bandiera) | C     | Maurizio Galli     |
|    | Italia (bandiera) | A     | Stefano Garbuglia  |
|    | Italia (bandiera) | D     | Maurizio Guariento |
|    | Italia (bandiera) | C     | Enrico Limonta     |
|    | Italia (bandiera) |       | Lorenzetti         |
|    | Italia (bandiera) | A     | Michele Mancini    |
|    | Italia (bandiera) | D     | Corrado Micheloni  |
|    | Italia (bandiera) | D     | Edoardo Nobile     |

| N. |                   | Ruolo | Calciatore           |
| -- | ----------------- | ----- | -------------------- |
|    | Italia (bandiera) | D     | Sergio Paolinelli    |
|    | Italia (bandiera) | A     | Francesco Parisi     |
|    | Italia (bandiera) | C     | Emanuele Pascucci    |
|    | Italia (bandiera) | A     | Pietro Recchi        |
|    | Italia (bandiera) | P     | Alessandro Salafia   |
|    | Italia (bandiera) | D     | Giuseppe Secchi      |
|    | Italia (bandiera) | C     | Marco Sgrò           |
|    | Italia (bandiera) | A     | Marco Silvestri      |
|    | Italia (bandiera) | D     | Giuseppe Spampinato  |
|    | Italia (bandiera) | D     | Vincenzo Tagliente   |
|    | Italia (bandiera) | D     | Stefano Tarabelli    |
|    | Italia (bandiera) | D     | Pierantonio Tortelli |
|    | Italia (bandiera) | C     | Giovanni Trillini    |
|    | Italia (bandiera) | P     | Stefano Vavoli       |